# ポラリス・スリングショット
スリングショット（Slingshot）は、カナダのスノーモービル、全地形対応車メーカーであるポラリス・インダストリーズが初めて製造した三輪自動車タイプのスポーツカーである。同社では三輪のオートバイとして扱っている。ステアリング・ホイール、横一列のバケットシートにより傾き調節ができる。カーボン製のベルトドライブにより後輪の一輪で駆動する。ESC、トラクションコントロール、ABSを標準装備している。

## 解説

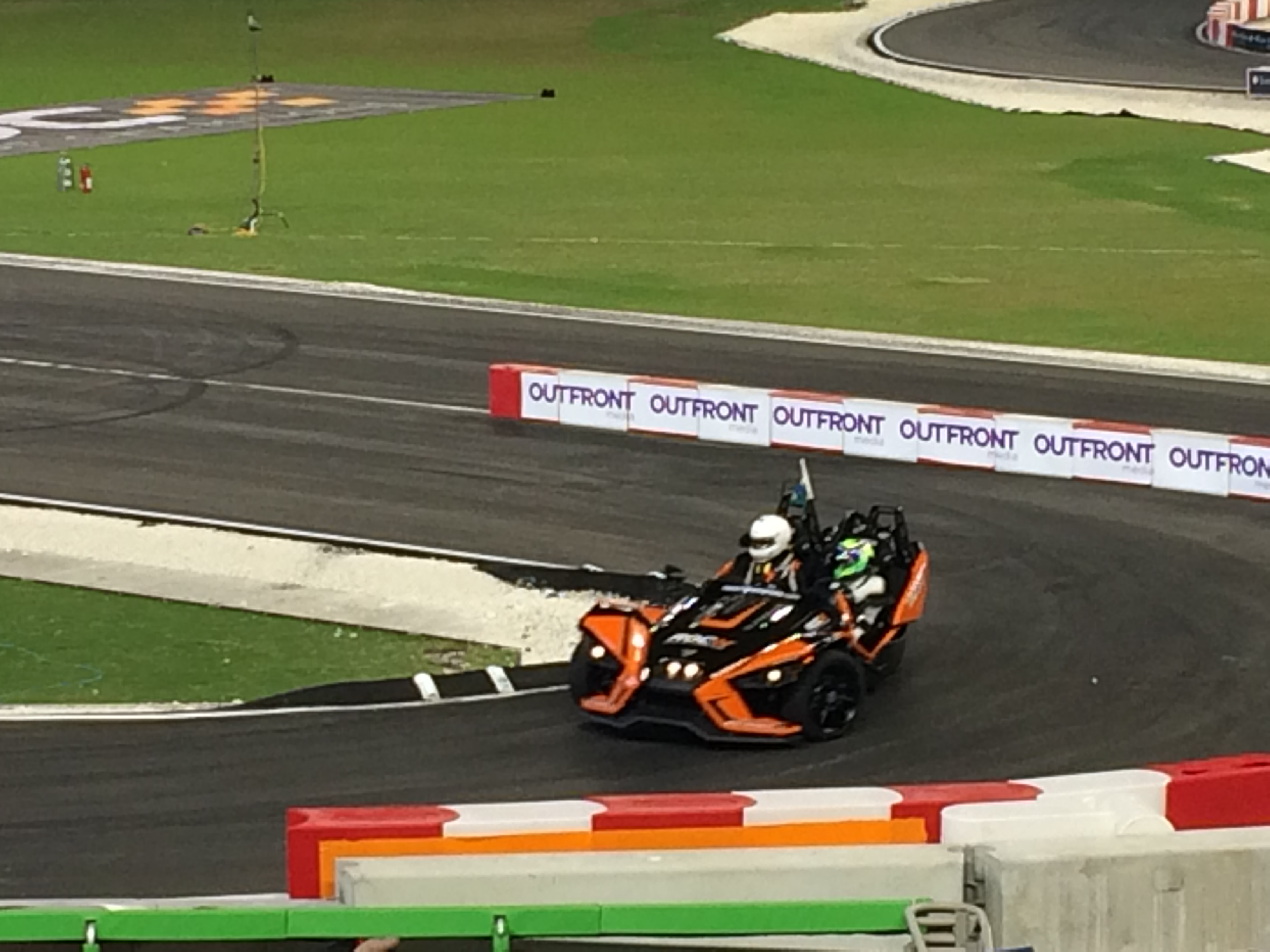
スリングショットでレースをするフェリペ・マッサ（2017年RoC）

2013年に特許画像がインターネット上に公開される。翌2014年1月にレタリング画像が公開される。同年7月3日にティーザー映像を公開。
2019年まではGMから供給された直列4気筒2.4LDOHCエンジンの「Ecotec」（最高出力173hp/6,200rpm、最大トルク22.9kgm/4,700rpm）を搭載していたが、2020年以降は自社製のスノーモービル「プロスター」から流用した直列4気筒2.0Lエンジン（203hp/195Nm）に変更されている。このエンジンはスポーツUTVとして初めて2,000ccエンジンを搭載したRZRプロRにも後に採用されている。
地上高はわずか127mmとなっている他、ドア、屋根やウィンドシールド、エアバッグ、クラッシャブルゾーンが装備されていないためヘルメットを着用することになる。ヘルメットはシートの後ろに収納可能である。上級モデルのSLはウィンドシールド、バックカメラ、プレミアムアルミホイール、Blutooth対応のオーディオが装備される。
アメリカではトライクの扱いとなるため二輪免許が必要となると当初報じられたが、アラスカ、ニューヨーク、ウィスコンシンなど6州においては二輪免許が必要となるものの、それ以外の大多数の州では普通免許で運転できると報じている資料もある（2018年7月）。
日本でも2015年の東京モーターショーで初公開され、2016年にホワイトハウスからスリングショットとスリングショットSLが発売された。免許は普通自動車となり、ナンバープレートは3ナンバーとなる。
2017年レース・オブ・チャンピオンズ（RoC）のレーシングカーとしても用いられた。

## グレード
- スリングショット

標準仕様グレード
- SL

ウィンドシールド、バックカメラ、プレミアムアルミホイール、Blutooth対応6スピーカーオーディオシステムを装備。
- SLR

リアタイヤを305mmとし、コンポジットブレーキディスク、大型エアインテーク、LEDライト、Sparco製アルミペダルとステアリングホイール、ギアノブなどを装備する他、スリングシェードという着脱式ルーフをオプション設定している。
- SL LEミッドナイトチェリー

ウインドシールド、バックアップカメラ、ロックフォード・フォズゲート製サウンド・システム、Bluetooth対応といった快適性を少し向上させている他、ダーク・チェリーのメタリック塗装に、ホワイトパールのグラフィックを組み合わせ、燃料キャップ、スイングアーム、コントロールアームも白く塗装している特別仕様のカスタムペイント。